# 张德涵
张德涵（1707—1768），浮山人，是一名清朝政治人物。贡生出身。
张德涵曾于乾隆十九年（1754年）接替胡宝琳任延平府知府一职，乾隆二十年（1755年）由何恺接任。